# تپه تخته گل
تپه تخته گل مربوط به هزاره ۵ - هزاره اول قم است و در شهرستان مینودشت، محدوده پارک ملی گلستان، تنگه گلزار واقع شده و این اثر در تاریخ ۲۷ مرداد ۱۳۸۲ با شمارهٔ ثبت ۹۷۲۱ به‌عنوان یکی از آثار ملی ایران به ثبت رسیده است.